# 파키스탄 육군
파키스탄 육군(우르두어: پاکستان فوج)은 육군의 지상군이자 파키스탄군의 가장 큰 구성 요소이다. 파키스탄의 대통령은 육군의 최고사령관이다. 육군참모총장(COAS)은 4성 장군으로 군대를 지휘한다. 육군은 파키스탄이 영국으로부터 독립한 후 1947년 8월에 창설되었다. 국제전략문제연구소(IISS)가 2023년에 제공한 통계에 따르면 파키스탄 육군은 약 56만 명의 현역병을 보유하고 있으며, 이는 파키스탄 육군 예비군, 주방위군, 민군의 지원을 받는다. 파키스탄 국민은 16세가 되면 자발적인 군 복무에 참여할 수 있지만, 파키스탄 헌법에 따라 18세가 되기 전에는 전투에 투입될 수 없다.
파키스탄 육군의 주요 목적이자 헌법적 임무는 어떤 형태의 외부 침략이나 전쟁의 위협으로부터 파키스탄을 방어함으로써 국가의 안보와 국가의 통합을 보장하는 것이다. 파키스탄 연방 정부가 국경 내의 내부 위협에 대응하도록 요구할 수도 있다. 국가적, 국제적 재난과 비상사태가 발생할 때, 그것은 국내에서 인도주의적 구조 활동을 수행하며, 유엔이 의무화한 평화 유지 임무에 적극적으로 참여하고 있으며, 특히 소말리아에서 고딕 서펀트 작전 중 신속한 대응군을 요청한 갇힌 미군을 구출하는 데 주요 역할을 수행하고 있다. 파키스탄 육군은 보스니아 전쟁과 유고슬라비아 전쟁 동안 유엔과 NATO 연합군의 더 큰 부분으로 상대적으로 강력한 존재감을 가지고 있었다.
파키스탄 해군과 파키스탄 공군과 함께 파키스탄 육군의 주요 구성 요소인 파키스탄 육군은 인도와의 세 번의 주요 전쟁 동안 광범위한 전투, 듀랜드 라인에서 아프가니스탄과 몇 번의 국경 교전 및 1948년부터 이란 이슬람 공화국군과 함께 전투를 벌여온 발루치스탄 지역의 장기간의 반란을 경험한 자원봉사자이다. 1960년대 이래로 이 군대의 요소들은 아랍-이스라엘 분쟁 동안 아랍 국가들에서 자문 역할을 하는 것뿐만 아니라 제1차 걸프 전쟁 동안 미국이 주도한 이라크에 대항하는 연합군을 지원하기 위해 반복적으로 배치되었다.

## 임무
군대의 존재와 헌법적 역할은 파키스탄 헌법에 의해 보호되며, 파키스탄군의 육상 군복 지부 역할을 수행한다. 파키스탄 헌법은 파키스탄군의 주요 육상 군복 지부를 국가로 설정한다.
군대는 연방 정부의 지시에 따라 외부의 침략이나 전쟁의 위협으로부터 파키스탄을 방어하고, 법에 따라 시민권을 위해 행동해야 한다.

## 기업 및 비즈니스 활동
국제 뉴스 통신사들과 국제 금융 규제 기관들의 조사에 따르면, 육군의 부서는 많은 수의 사업체 기업들과 대기업들을 통제, 관리, 운영한다고 한다. 그들의 총 수입은 2007년~2008년에 200억 달러로 추정된다. 육군에 의해 운영되는 가장 큰 부동산 대기업들 중 하나는 육군 복지 신탁(AWT)뿐만 아니라 국방 주택청(DHA)으로 알려져 있고, 군대에 의해 직접 건설된 46개의 주택 계획 중에서, 그 어떤 계획도 일반 군인들, 민간 장교들, 또는 군대에 의해 고용된 사람들을 위한 것이 아니다.
파우지 재단은 파키스탄 증권거래소(PSX)의 주식을 보유하고 있으며, 군 자체 용도의 가공육, 단추, 유제품 제조 및 판매에 관여하고 있으며, 베이커리, 보안, 은행 서비스와 같은 지역 민간 경제의 기능을 수행하는 기업이 있다. 파우지 재단이 관리하는 육군 공장은 설탕, 파우지 비료, 황동 주물과 같은 제품을 생산하며, 군 인력에게 부과되는 가격보다 비싸지만 민간 소비자에게 제품을 판매한다. 파키스탄군은 PSX에서 가장 큰 지분을 가지고 있으며 상업 은행, 항공, 철강 사업, 시멘트, 통신, 석유 및 에너지, 교육, 스포츠, 의료 및 식료품점과 베이커리 체인 등의 재정적 지분을 가지고 있다.

## 같이 보기
- 이슬람 대테러 군사동맹